# Paradamoetas fontana
Paradamoetas fontana är en spindelart som först beskrevs av Levi 1951.  Paradamoetas fontana ingår i släktet Paradamoetas och familjen hoppspindlar. Inga underarter finns listade i Catalogue of Life.